# War on the Plains

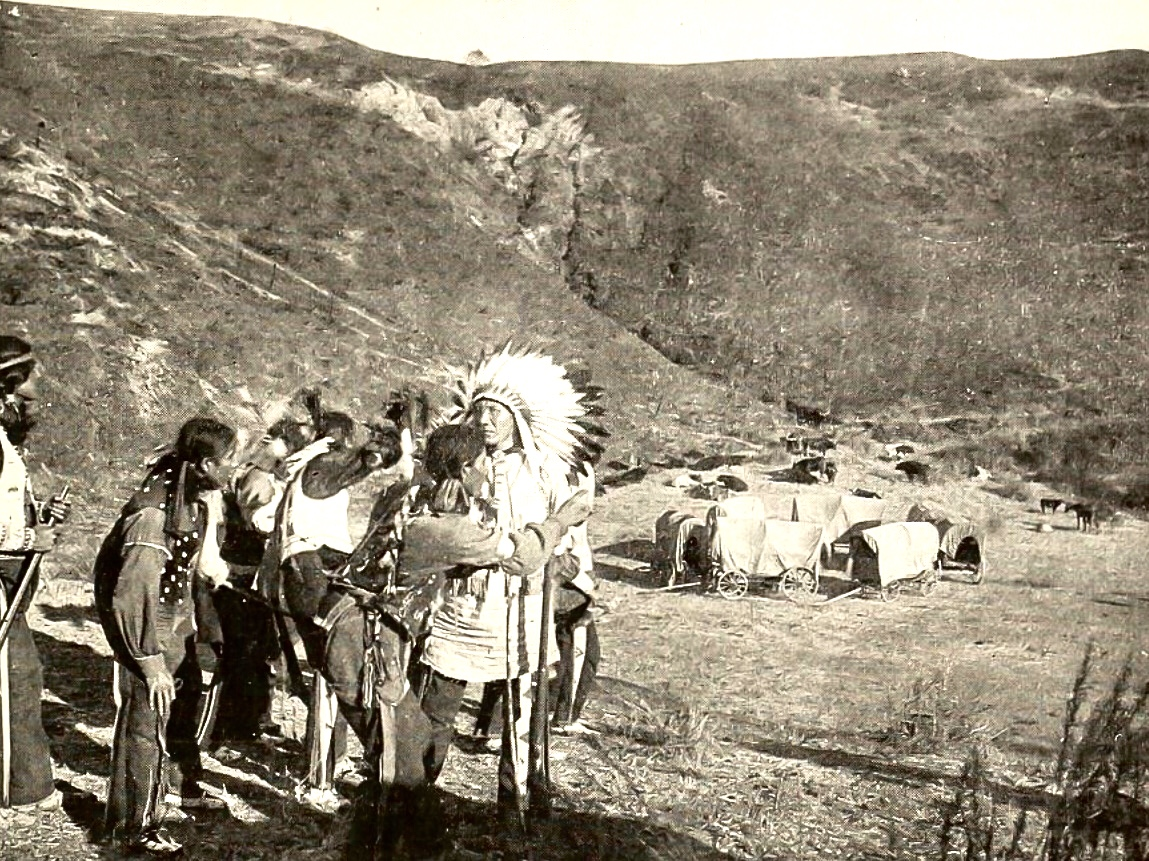

War on the Plains è un cortometraggio muto del 1912 scritto e diretto da Thomas H. Ince.

## Produzione
Fu il primo film che venne girato con il 101 Ranch, prodotto dalla Bison Motion Pictures per la New York Motion Picture. Ince aveva messo sotto contratto i componenti del 101 Ranch Wild West Show, uno spettacolo western che presentava i personaggi della frontiera con indiani, cow boy, mandrie e cavalli. Tutti accampati a Inceville, gli studi fondati da Thomas H. Ince che fornivano i set per i suoi western, e dove venne girato questo film.

## Distribuzione
Distribuito dalla Motion Picture Distributors and Sales Company, il film - un cortometraggio di due bobine - uscì nelle sale cinematografiche statunitensi il 23 febbraio 1912.
Copie della pellicola sono conservate negli archivi della Library of Congress e in quelli dell'UCLA.